# Route 905 (Nouveau-Brunswick)
Pour les articles homonymes, voir Route 905.
La route 905 est une route locale du Nouveau-Brunswick, située dans le sud-est de la province, au sud-est de Petitcodiac. Elle traverse une région boisée et montagneuse. De plus, elle mesure 17 kilomètres, et est pavée sur toute sa longueur. 

## Tracé
La route 905 débute juste au nord d'Elgin, sur la route 895. Elle commence par se diriger vers le nord en suivant la rivière Pollett, en traversant la petite municipalité de Pollett River. Elle courbe ensuite vers le nord-ouest pour rejoindre Petitcodiac. Elle se termine d'ailleurs au sud-est de cette ville, à la sortie 233 de la route 1. Par ailleurs, la 905 se change en route 106 quand elle entre dans Petitcodiac. 

## Intersections principales
| route 905            |               |     |                                                     |                          |
| Comté                | Location      | km  | Intersection/Destinations                           | Notes                    |
| Comté d'Albert       | Elgin         | 0   | R-895, Goshen, Forest Hill                          | extrémité sud de la 905  |
| Comté de Westmorland | Pollett River | 9   | chemin Parkindale est, Forest Hill, Parkindale      |                          |
| Comté de Westmorland | Pollett River | ~11 | chemin Sanatorium nord, The Glades, River Glade     |                          |
| Comté de Westmorland | Petitcodiac   | 17  | R-1, R-106 est, Petitcodiac centre, Moncton, Sussex | extrémité nord de la 905 |
| Bleu: Échangeur      |               |     |                                                     |                          |